# Ermenonville-la-Grande

Ermenonville-la-Grande este o comună în departamentul Eure-et-Loir, Franța. În 1 ianuarie 2022 avea o populație de 315 de locuitori.